# Ekkehard Nuissl
Ekkehard Nuissl (* 15. Juni 1946 in Kiel) ist ein deutscher Hochschullehrer für Erwachsenenbildung. Von 1991 bis 2011 war er Direktor des Deutschen Instituts für Erwachsenenbildung (DIE) in Bonn, seit 1991 ist er Professor für Erwachsenenbildung, aktuell (2017) an den Universitäten Kaiserslautern (als Seniorprofessor) und Toruń (Polen).

## Leben
Nuissl absolvierte 1965/1966 ein Volontariat zum Redakteur und studierte anschließend bis 1970 Soziologie, Germanistik, Geschichte, Politologie, Pädagogik in Heidelberg und Bremen. Er promovierte 1974 in Sozialwissenschaften in Bremen und habilitierte sich 1987 in Erziehungswissenschaften in Hannover. Er leitete in Heidelberg die Arbeitsgruppe für empirische Wissenschaft (1974 bis 1988), war Vorstandsvorsitzender der Arbeitsgruppe für empirische Bildungsforschung e. V., in Hamburg Leiter der Volkshochschule (1988 bis 1991) und war Lehrbeauftragter an den Hochschulen Hannover, Marburg und Heidelberg. 1991 übernahm er die Leitung des Deutschen Instituts für Erwachsenenbildung in Frankfurt am Main (seit 2002 in Bonn). Von 1991 bis 2002 war er ordentlicher Professor für Erwachsenenbildung an der Universität Marburg, von 2003 bis 2011 ordentlicher Professor für Erwachsenenbildung an der Universität Duisburg-Essen. Seit 2012 lehrt er als Seniorprofessor in Kaiserslautern. Zudem ist er ordentlicher Professor an der Universität Toruń (Polen) und Dozent an den Universitäten Florenz (Italien) und Timișoara (Rumänien).
Die West-Universität Temeswar (Rumänien) verlieh ihm 2000 die Ehrendoktorwürde, die Universität Pécs (Ungarn) im Jahr 2016. Er ist Honorarprofessor an der Universität Neu-Delhi (Indien) und Honorary Fellow des UNESCO Institute for Lifelong Learning (UIL) in Hamburg.  Seit 2006 ist er Mitglied der internationalen Hall of Fame of Adult Education (HoF), seit 2017 Mitglied im Board der International Hall of Fame.
Nuissle leitete das Bildungsurlaubs-Versuchs- und -Entwicklungsprogramm BUVEP und gab von 1979 bis 1981 acht Bände darüber heraus. Im Verlaufe seiner wissenschaftlichen und praktischen Tätigkeit in der Weiterbildung übernahm Nuissl ehren- und nebenamtliche Funktionen. So vertrat er die Bundesrepublik Deutschland vielfach in Gremien und auf Konferenzen, wirkte in Gremien der Europäischen Union mit, beriet Landesregierungen und den Bund sowie ausländische Staaten hinsichtlich der Gestaltung von Weiterbildung. Er war u. a. Präsident des Europäischen Konsortiums von Forschungs- und Entwicklungsinstituten der Weiterbildung (ERDI, 1999 bis 2005), wissenschaftlicher Vizepräsident der Leibniz-Gemeinschaft (2000 bis 2006)  und Vorsitzender vieler Gremien und Jurys im In- und Ausland. Er ist Mitglied in zahlreichen Editorial-Boards wissenschaftlicher Zeitschriften im In- und Ausland sowie (seit 1988) Mitherausgeber der Zeitschrift für Weiterbildungsforschung (Springer, Heidelberg).
Seine Forschungsgebiete sind Bildungspolitik sowie Lehren und Lernen von und mit Erwachsenen. Nuissl veröffentlichte seit 1973 mehr als 800 Publikationen zur Bildungspolitik und zum Lehren und Lernen in der Weiterbildung. Seine aktuellsten Buchpublikationen sind:  empirische Forschung in der Weiterbildung (Florenz 2017),  Aneignung von Kultur (Baltmannsweiler 2017), Einführung in die Erwachsenenbildung (Baltmannsweiler 2017), Bildungspolitik („Keine lange Weile“, Bielefeld 2016), Tagungsdidaktik (Bielefeld 2016), Bildung und Raum (Baltmannsweiler 2015).  Zahlreiche seiner Publikationen sind in mehrere Sprachen übersetzt, etwa Englisch, Italienisch, Spanisch, Chinesisch und Polnisch.